# Orera
Orera è un comune spagnolo di 117 abitanti situato nella comunità autonoma dell'Aragona.